# Jutta Haug
Jutta Haug (ur. 8 października 1951 w Castrop-Rauxel) – niemiecka polityk i samorządowiec, posłanka do Parlamentu Europejskiego IV, V, VI i VII kadencji.

## Życiorys
Kształciła się w gimnazjum im. Ernsta Barlacha w rodzinnym Castrop-Rauxel oraz wieczorowej szkole średniej w Akwizgranie. W młodości pracowała dla Niemieckiego Czerwonego Krzyża. W latach 1975–1980 odbyła studia z dziedziny historii i nauk społecznych na Uniwersytetach w Akwizgranie i Bochum, po czym zajmowała się wychowywaniem dzieci. Od 1987 do 1994 zatrudniona jako współpracownik naukowy posłów SPD do landtagu i Bundestagu. Kształciła się w dziedzinie doradztwa gospodarczego i finansowego. 
W 1969 przystąpiła do SPD. W 1989 z jej listy została wybrana na radną w Herten, a w 1994 po raz pierwszy uzyskała mandat posłanki do Parlamentu Europejskiego. W 1999, 2004 i 2009 z powodzeniem ubiegała się o reelekcję.
Od 1997 do 2001 zasiadała w zarządzie federalnym partii, a w 2002 została członkinią zarządu krajowego w Nadrenii-Westfalii.